# Wolfgang Conrad von Thumbshirn

Wolfgang Conrad von Thumbshirn

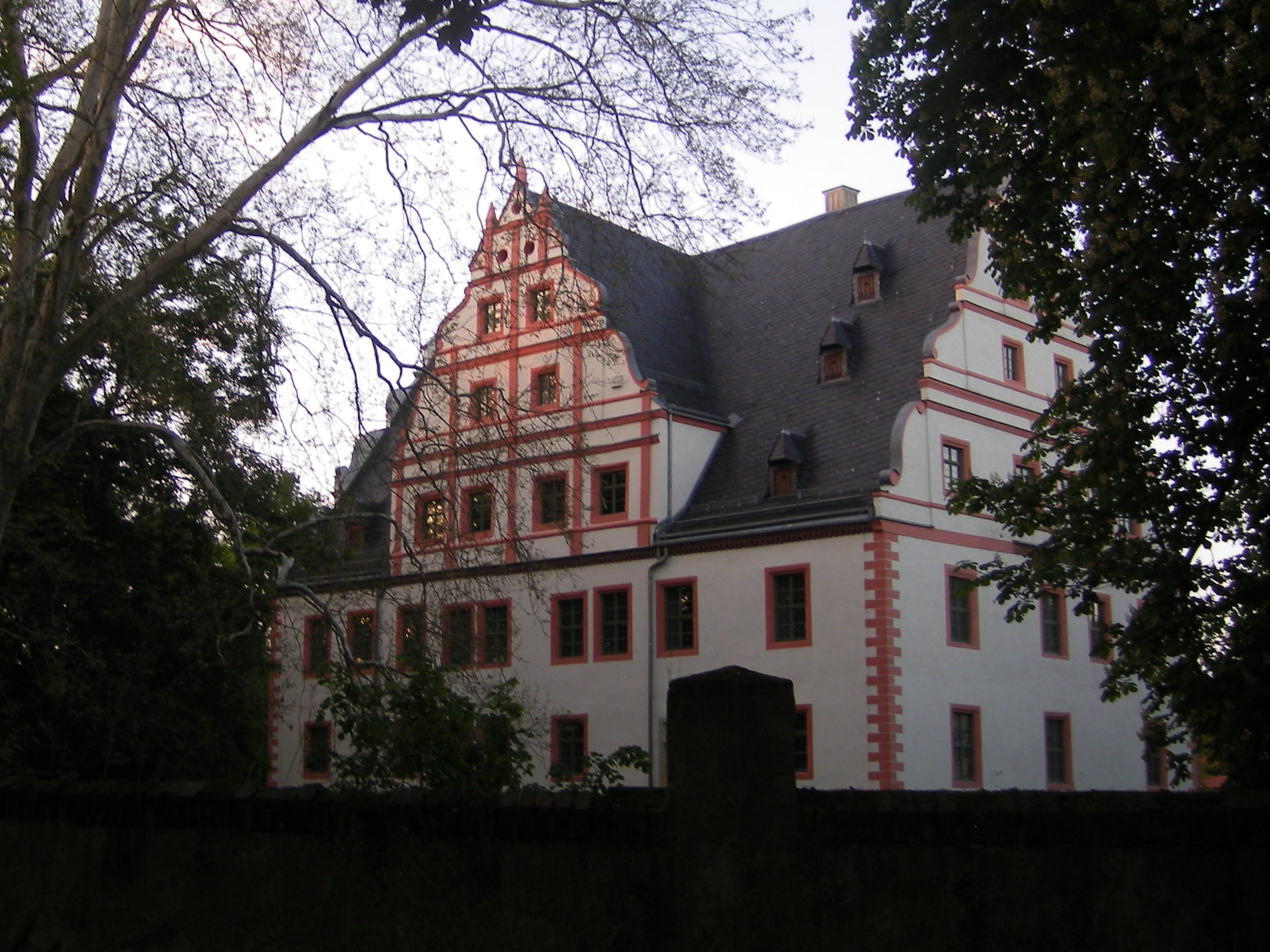
Herrschaftssitz und Wohnort Thumbshirns, das heutige Ponitzer Renaissanceschloss

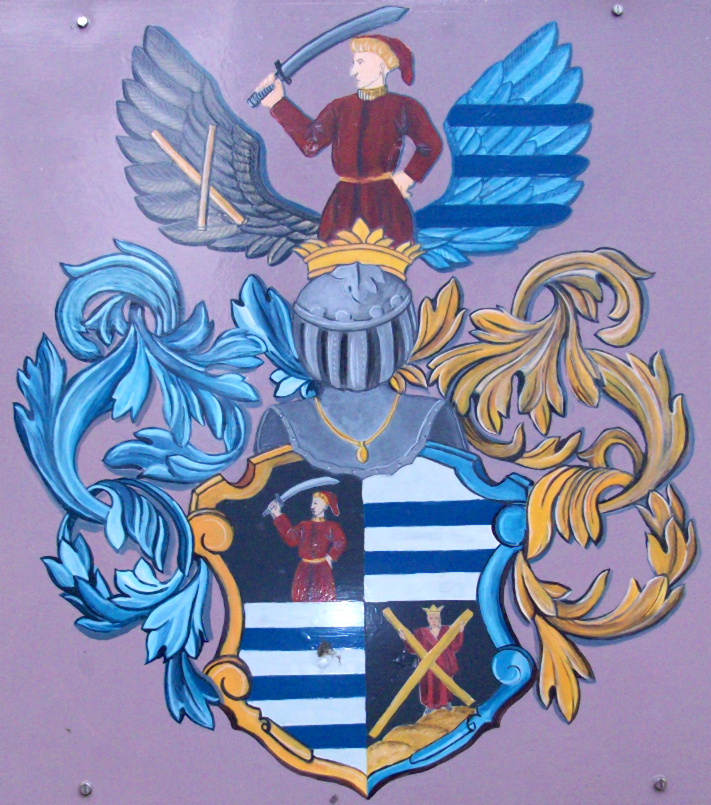
Gemalte Wappentafel des Thumbshirn-Wappens vor dem Schloss Ponitz

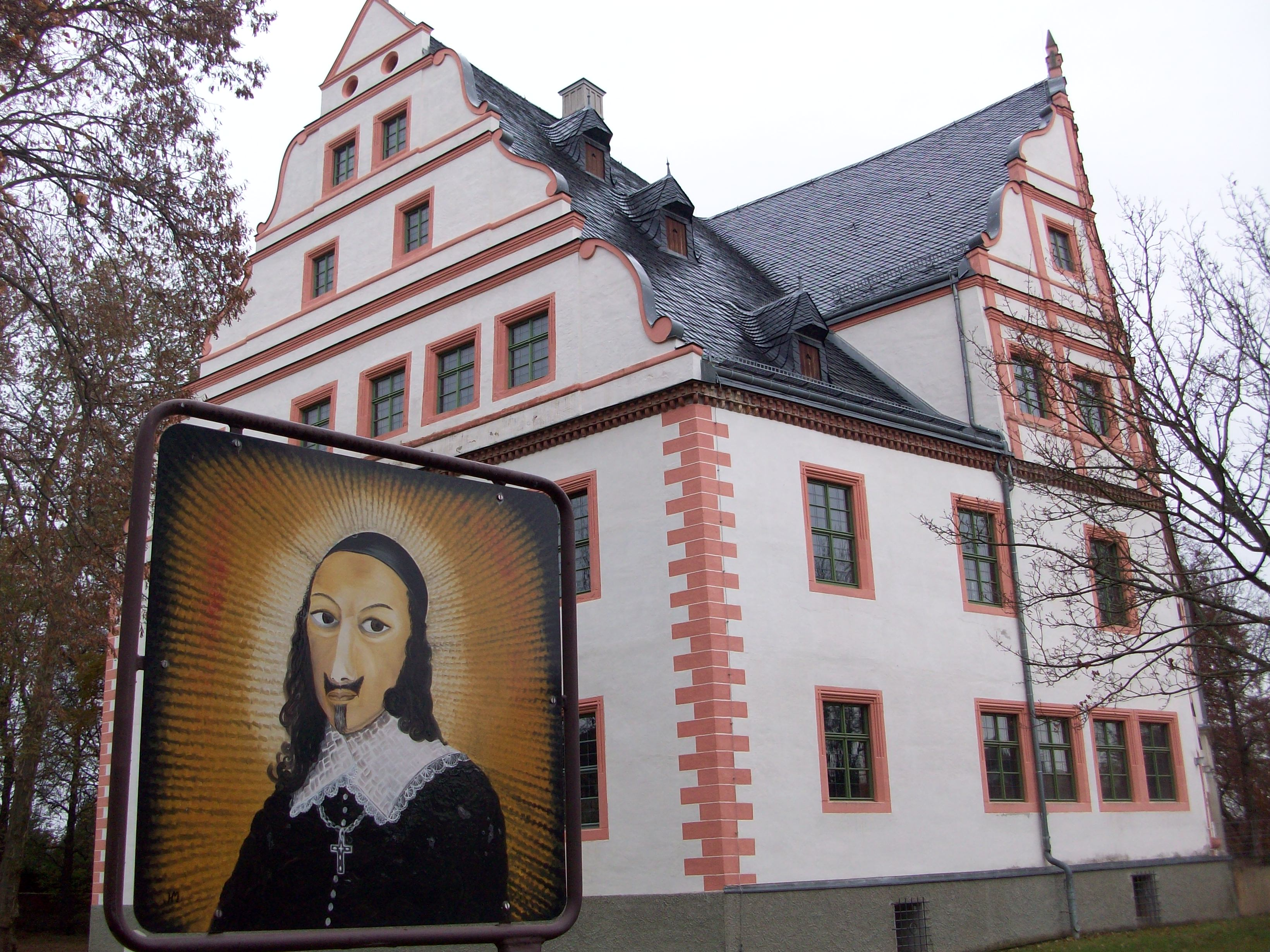
Gemaltes Bildnis Wolfgang Conrad von Thumbshirns vor dem Schloss Ponitz

Wolfgang Conrad von Thumbshirn, auch Wolf Konrad von Thumbshirn (* 28. April 1604 in Ponitz; † 24. November 1667 in Altenburg) war ein deutscher Jurist, Diplomat und einer der Verhandlungsführer sowie Mitunterzeichner des Westfälischen Friedens. Ab 1653 war er sachsen-altenburgischer Kanzler.

## Familie
Wolfgang Conrad von Thumbshirn war der fünfte Sohn des Ponitzer Rittergutsbesitzers Hans Heinrich von Thumbshirn und seiner Frau Anna von Einsiedel. Er war Herr über die Dörfer Ponitz, Robitz, Lohma und Frauenfels.
Er heiratete im Februar des Jahres 1640 die einzige Tochter des damaligen Kanzlers Sachsen-Altenburgs Bernhard Bertram, Maria Elisabeth. Neun Kinder brachte diese Ehe hervor, wobei die meisten relativ zeitig verstarben.

## Laufbahn
Ab dem Jahre 1623 studierte er Rechtswissenschaften in Leipzig und Tübingen. Mit dem französischen Kulturkreis kam er in Straßburg in Berührung, nachdem er dem Dreißigjährigen Krieg geschuldet auf seine Frankreichreise verzichten musste. Nach seiner Rückkehr stand Thumbshirn für kurze Zeit in kursächsischem Kriegsdienst.
Im Jahre 1632 wurde er zum anhalt-zerbstischen Hofmeister für den askanischen Prinzen Johann von Anhalt-Zerbst berufen und lebte einige Jahre mit ihm am gräflichen Hof zu Oldenburg. Nach dem Tod seiner älteren Brüder kehrte von Thumbshirn wieder nach Ponitz zurück, um im Dezember 1639 als Hof- und Justizrat in sachsen-altenburgische Dienste zu treten. So wurde er im Jahre 1641 Mitglied des  Kirchengerichts. Zwei Jahre später wurde er Direktor der Steuer-Obereinnahme in Altenburg, vertrat das kleine Fürstentum bei den Verhandlungen zum Westfälischen Frieden, bis er schließlich 1653 sachsen-altenburgischer Kanzler wurde.

## Politisches Wirken und Westfälischer Frieden
1640/41 war er Bevollmächtigter von Herzog Friedrich Wilhelm II. von Sachsen-Altenburg auf dem Regensburger Reichstag und noch einmal 1649/50 auf dem Nürnberger Exekutionstag. Seine als wichtigste diplomatische Mission einzuschätzende Arbeit kam aber von 1645 bis 1649, als er beim internationalen Friedenskongress von Westfalen (Friedensverhandlungen am Ende des Dreißigjährigen Krieges), unterstützt vom Juristen August Carpzov, Sachsen-Altenburg und Sachsen-Coburg im Fürstenrat vertrat. Ab Herbst 1647 stand er zudem dem Corpus Evangelicorum als Direktor vor.
Im Jahre 1648 gehörte Wolfgang Conrad von Thumbshirn in Osnabrück und Münster zu den reichsständischen Gesandten, die teils direkt mit den schwedischen Bevollmächtigten, teils vermittelnd die kaiserlich-schwedischen Verhandlungen vorantrieben und unterstützten. Seine Unterschrift ziert den kaiserlich-schwedischen wie auch den kaiserlich-französischen Friedensvertrag vom 24. Oktober 1648 in Münster, die formal den Dreißigjährigen Krieg beendeten. Thumbshirn setzte sich sehr für die protestantischen Rechte ein und spielte bei den Friedensverhandlungen ein viel größere Rolle, als es dem kleinen Fürstentum Sachsen-Altenburg im Reich eigentlich zukam.
Er vertrat stark seine lutherischen protestantischen Positionen, dessen Frömmigkeit auch in der Portraitserie der Gesandten der Friedensverhandlungen zum Ausdruck kommen: als Einziger der protestantischen Gesandten trägt er ein auffälliges Brustkreuz. Sein Wappenspruch lautete: „Recte Agendo Neminem Timeas“ (zu Deutsch in etwa: Tue recht und scheue niemanden).
Thumbshirn war Mitglied der Fruchtbringenden Gesellschaft.

## Tod
Thumbshirn starb am 24. November 1667 in Anwesenheit seiner Familie und des Altenburger Generalsuperintendenten Johann Christfried Sagittarius (1617–1689), nachdem er fast achtundzwanzig Jahre im Dienste des  Herzogs Friedrich Wilhelm II. stand.